# 7333-as mellékút (Magyarország)
A 7333-as számú mellékút egy közel 10 kilométeres hosszúságú, négy számjegyű országos közút a Dunántúl nyugati felében, amely két vármegye hat települését érinti. Fő funkciója, hogy Sümeget kapcsolja össze a tőle nyugatra fekvő kisebb községekkel.

## Nyomvonala
A 7331-es útból ágazik ki, kevéssel annak 14,200-as kilométerszelvénye után, Zala vármegye keleti részén, a Zalaszentgróti járáshoz tartozó Kisgörbő központjában. Arany János utca néven indul, délkelet felé, és alig 500 méter után már Nagygörbő területén halad. Ez utóbbi község lakott területét 1,7 kilométer után éri el, rövid – mintegy 400 méter hosszú – belterületi szakaszán a Petőfi Sándor utca nevet viseli. 2,5 kilométer megtétele után ér Döbröce területére; a községet elérve a lakott terület északi szélén halad el, a 3. kilométere táján, Új utca néven. 3,6 kilométer után már Sümegcsehi határában halad, a falu házait 5. kilométere előtt éri el; itteni kezdeti szakaszán Árpád utca nevet visel, a falu keleti részén pedig Kossuth Lajos utca a neve. 7,5 kilométer megtétele után lép át Veszprém vármegye Sümegi járásának területére. Bazsi külterületének északi részén halad el, majd ez utóbbi község és Sümeg határvonalán ér véget, a 7327-es útba csatlakozva, annak 23,900-as kilométerszelvényénél.
Teljes hossza, az országos közutak térképes nyilvántartását szolgáló kira.gov.hu adatbázisa szerint 8,865 kilométer.

## Települések az út mentén
- Kisgörbő
- Nagygörbő
- Döbröce
- Sümegcsehi
- (Bazsi)
- (Sümeg)

## Hídjai
Zala vármegyében három jelentősebb hídja van, amelyek egyaránt 1943-ban épültek, kő-tégla boltozatként. Ezek az alábbiak:
- a 0,273-as kilométerszelvényében a kisgörbői Görbő-patak-híd, ennek nyílásköze 3,1 méter, teljes szerkezeti hossza 4,2 méter;
- a 2,504-es kilométerszelvényében egy időszakos vízfolyás hídja Nagygörbőnél, ennek nyílásköze 2,5 méter, teljes szerkezeti hossza 3,7 méter;
- a 2,907-es kilométerszelvényében egy másik időszakos vízfolyás hídja Döbröcénél, ennek nyílásköze 3,1 méter, teljes szerkezeti hossza 4,1 méter.[1]